# Calotte (Belgique)
Pour les articles homonymes, voir Calotte.
La calotte est historiquement le couvre-chef caractéristique des étudiants universitaires francophones de confession catholique en Belgique. Elle est surtout portée folkloriquement par les étudiants des universités catholiques, mais aussi par certains étudiants d'universités non confessionnelles ou des hautes écoles.

## La calotte
Librement inspirée du talpack de grande tenue adopté par le corps des zouaves pontificaux dans les années 1860, la calotte est une toque cylindrique, dont le calot est de velours et la couronne d'astrakan. 
Le calot est de couleur lie-de-vin à Louvain, Louvain-la-Neuve, Bruxelles et Namur ainsi qu'à Fleurus, Tournai…, blanc à Gand et vert (émeraude) à Liège. La couleur originale (lie-de-vin) est directement inspirée de la couleur du calot de la toque de drap rouge des zouaves pontificaux.
Sur l'avant de la couronne, on trouve un croisillon composé d'une bande, l'emblème, aux couleurs nationales (noir, jaune, rouge, soit en héraldique sable sur or sur gueule) allant d'en haut à gauche (pour le porteur) jusqu'en bas à droite, et d'une bande aux couleurs de l'université où la calotte a été obtenue, la banière. Il s'agit en principe des couleurs de la ville où siège l'université. Pour l'Université catholique de Louvain (UCLouvain) et la Katholieke Universiteit Leuven (KU Leuven), il s'agit toutefois du bleu et du blanc (azur sur argent), couleurs de cette Alma Mater. À l'intersection de ces deux bandes peut se trouver un insigne complémentaire. Les étudiants l'UCLouvain et la KU Leuven portent une bande papale (jaune et blanc, à lire en héraldique : or et argent) rappelant que l'université en 1425 fut reconnue comme catholique par une bulle du papale (Martin V). Les couleurs Or et Argent symbolisent les deux pouvoirs du pape : Religion et Politique. Ce sont également deux métaux qui ne se mélangent pas comme les pouvoirs du pape. Les étudiants de Namur portent une couronne dorée, ceci ne signifie pas une fidélité à la monarchie, ni que la couronne rappelle que les Facultés Universitaires Notre-Dame de la Paix ont été fondées par un arrêté royal. C'est un ancien président de la Liégeoise qui trouvait cela beau et provoqua un effet de mode. Depuis, les étudiants l'ont conservé.

## Histoire
Les versions concernant l'introduction de la calotte comme signe distinctif des étudiants catholiques sont multiples. L'origine de ces disparités est due à des manipulations plus ou moins volontaires de l'histoire, à des fins de propagande. 

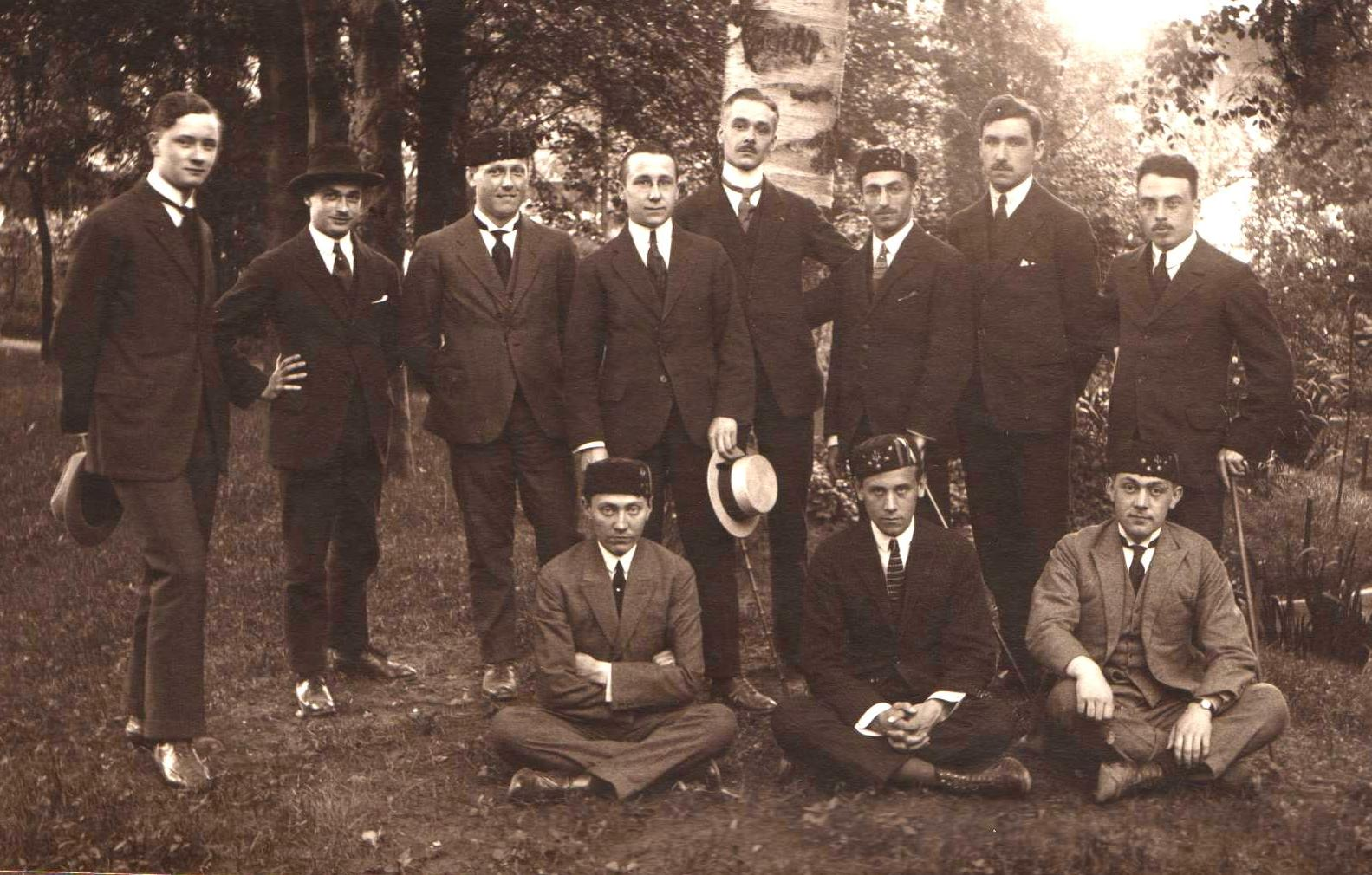
Étudiants en droit à Louvain en 1921.

Il est établi que la toque d'étudiant a été choisie en 1895 au sein de la SGBEC comme couvre-chef des étudiants catholiques.
Elle avait été imaginée, au début des années 1890, par Armand Thiéry étudiant, puis professeur, à Louvain. Il s'était inspiré du talpack de grande tenue des zouaves pontificaux afin de symboliser l'idéal et l'engagement des jeunes universitaires catholiques.
La toque fut diffusée largement grâce au périodique estudiantin L'Escholier et à l'énergie de ses deux fondateurs, Thomas Braun et Edmond Carton de Wiart, étudiants en droit à Louvain vers 1896.
C'est ce dernier qui proposa de baptiser cette toque « calotte » en reprenant ironiquement le terme de "calotin" dont les libéraux (les "gueux") traitaient les étudiants catholiques. Il proposa la couleur lie de vin pour le calot car c'est celle qui est lié aux études de droit. L'histoire de Edmond Carton de Wiart est fortement contestée car, entre autres, les couleurs facultaires n'existait pas encore à l'époque 
Au XIXe siècle, les agressions entre les deux groupes d’étudiants étaient légion. 
La calotte est restée le signe distinctif des étudiants catholiques.
La fin des années 1960 aurait pu sonner la mort de la calotte pour les étudiants de l'UCLouvain en raison des courants de pensée hérités de mai 68 et de la scission de l'UCLouvain et de la KUL. Tombée presque en léthargie, quelques étudiants, dont le camarade Pernod qui relancera la régionale du BW, portent encore la calotte au cours dans les années 70. Il transmettra la coutume louvaniste du "dépucelage" pour permettre à l'impétrant de la placer sur la tête. Les régionales et les ordres permirent le renouveau de la calotte au début des années 1980.

## Signification et Symbolique
Témoin de l'appartenance à une catégorie sociale particulière, la calotte a pu à travers les âges connaître une évolution ou tout au moins un glissement dans sa signification et sa symbolique. Quelles que soient les théories avancées sur ses origines, le port de la calotte est avant tout le signe d'une volonté de se démarquer et de s'affirmer comme individu s'inscrivant dans un groupe.

« En adoptant une coiffe « réglementaire », l'étudiant accepte d'être reconnu comme faisant partie d'un groupe défini. »

Au-delà de cette appartenance, l'étudiant marquera ses particularités par le port d'insignes divers sur son couvre-chef. Ces divers insignes répondent à un code défini par les étudiants eux-mêmes et sujet à modification.
Ce code est très récent dans l'histoire de la calotte. Il ne date que de la renaissance du couvre-chef dans les années 1980. 
Les bandes facultaires apparaissent en même temps que les insignes de la partie personnelle qui ne sont que des emprunts à la Faluche. 

### Ordre de la Calotte
L'Ordre de la Calotte été fondé dans les années 1920 au sein de la SGBEC. On a longtemps confondu la date de fondation de la SGBEC et celle de l'Ordre, mais il est certain que l'Ordre de la Calotte n'existe pas avant la première guerre mondiale. Il s'est éteint en 1953 avec la faillite de la SGBEC. 
En 1965, des membres de l'Ordre de François Villon de Montcorbier, ont relancé un Ordre Souverain de la Calotte. Cette association, définie par ses statuts initiaux comme un ordre simplement méritoire, se compose aujourd'hui d'un comité d'un directoire et d'un conseil et manifeste la volonté de rassembler tous les calotins de Belgique (ses statuts sont bien entendu publics). Il ne prétend pas régir le port de la calotte, mais récompenser les étudiants qui se sont distingués dans la défense du couvre-chef et de ses traditions - si tant est qu'elles soient identifiables.

### Bandes et insignes facultaires
À l'arrière de la calotte, sur la couronne, se trouve une bande de tissu dite "Bande facultaire". Ces bandes correspondent en fait à une représentation des études faites par le porteur de la calotte. À chaque type d'étude, correspond une association entre une bande d'une certaine couleur et d'un certain type de matière (velours, satin ou gros grain) et un insigne. Pour certaines études, la bande peut comporter plusieurs insignes : un insigne facultaire, et en dessous un insigne de spécialité (par exemple, un étudiant Ingénieur civil en électromécanique aura à l'arrière de sa calotte une bande facultaire de couleur bleu roi, type de tissu gros grain, avec comme insigne facultaire un marteau et une pioche entrecroisés sur un compas, et juste en dessous, l'insigne de sa spécialité, un éclair et un boulon). Au cas où l'étudiant change d'étude, il ajoute à droite de la première bande, la bande correspondant à ces nouvelles études. S'il a abandonné les premières au profit des secondes, alors la seconde bande facultaire recouvrira de 2/3 par la droite l'ancienne bande facultaire. S'il avait fini ses premières études (ou qu'il effectue plusieurs études simultanément), alors il place la nouvelle bande à côté de l'ancienne (toujours à droite).

#### À l'Université catholique de Louvain(Louvain-la-NeuveetLouvain-en-Woluwé)
Voici trois tableaux synthétisant les différentes bandes et insignes facultaires, classées par facultés :

#### À l'UCLouvain FUCaM Mons
Le cas particulier de la Penne Consulaire :
 

Depuis la création à La Louvière en 1896, les étudiants de l'École Supérieure Commerciale et Consulaire portent une casquette à courte visière. 

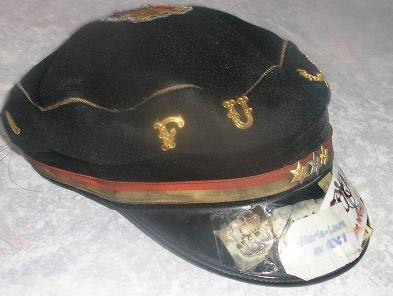
Penne Consulaire.

L'école sera transférée à Mons dans les premières années de son existence.
En 1965 elle prend le statut d'Université et sera rebaptisée Facultés Universitaires Catholiques de Mons.
Seuls alors les étudiants baptisés (quasiment 100 % des étudiants) portent le couvre-chef. 
Les étudiants eux-mêmes s'accordent difficilement sur le nom de leur couvre-chef. Certains disant "penne", d'autres "calotte".
Quoi qu'il en soit, les membres du CEFUC (Cercle des Étudiants des FUCaM) sont considérés et se considèrent comme calottins car inscrits dans une université catholique. 
La visière courte de la penne dite Consulaire est le témoin des anciennes pennes. Avant l’apparition de la calotte en 1890, les étudiants catholiques ou non portaient des pennes à visière courte.  Les étudiants de l’Ecole Supérieure Commerciale et Consulaire n’adoptèrent pas la calotte et portent donc toujours une penne qui était la coiffe de l’étudiant. Ils ne sont pas les seuls à porter des pennes à visière courte en Belgique. En effet, la pratique est répandue à Bruxelles. 
Contrairement aux idées reçues, la visière n’est pas censée cacher Dieu (ou du regard de Dieu). Outre le fait qu’un étudiant athée n’aurait pas à se cacher de quelque chose auquel il ne croit pas, la calotte apparaît après la penne. On  nomme cette casquette penne consulaire en référence au nom d'origine de l'institution universitaire.
L'intégration des FUCaM à l'UCLouvain avec un nouveau nom à la clé (UCLouvain FUCaM Mons) renforce l'idée qu'il faut assimiler la Penne Consulaire à une Calotte.
Les rites d'obtention du couvre-chef sont par contre tout différents, puisque chaque étudiant baptisé peut d'office porter le couvre-chef.
La penne consulaire est en laine noire, un liseré blanc (disparu depuis quelques années) sépare le sommet du côté. 
Sur le front, les lettres F et U à gauche et C et M à droite entourent le Caducée de Mercure.
Un ruban rouge et blanc aux couleurs de Mons ceinture la penne consulaire. Les étoiles y sont apposées sur la face avant.

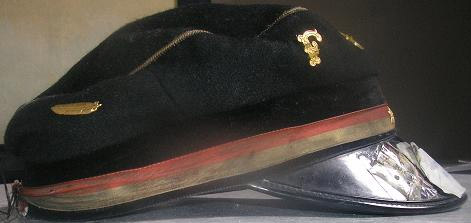
Penne Consulaire (de côté).

#### À l'Université de Namur
Les étudiants namurois portent la calotte depuis 1982. La calotte a été lancée sur le site par la Régionale Tournai-Mouscron (RTM), première régionale d'étudiants à se créer aux Facultés universitaires Notre-Dame de la Paix (actuelle Université de Namur). Dans la foulée de la RTM, sont nées la Carolo (étudiants du pays de Charleroi), la Lux (étudiants de la province du Luxembourg), la Liégeoise (étudiants de la province de Liège), la Namuroise (étudiants de la province de Namur), la Brabo (étudiants flamands), la Chimacienne (étudiants du pays de Chimay), la Binchoise (étudiants de la région de Binche), la BW (étudiants de la province du Brabant wallon et de Bruxelles) et, enfin, la Destuna (étudiants germanophones). Les calottes namuroises ne se passent donc qu'au sein des régionales, les cercles facultaires de l'Université de Namur étant non folkloriques.
Partant de rien, la première génération de la RTM dut faire appel à des camarades calottins de la Tournaisienne de Louvain-la-Neuve pour la baptiser, puis pour organiser les premières coronæ (cérémonies de dépucelage de calotte).
La calotte namuroise, bien que passée en corona, n'a à ce jour jamais été décernée à un étudiant non baptisé. Quelques exceptions ont toutefois été accordées: Comme Caniche (Jacques Tassin), homme à tout faire des Facultés et mascotte des étudiants, ou encore le Roi Philippe Premier de Belgique (calotté par le CIR). Il s'agit là dans ces cas extrêmement rares de calottes décernées à titre honorifique par le CIR (Conseil Inter-Régionales). Bien que le CIR reste seul souverain en la matière sur le campus namurois, quelques-unes de ces calottes d'honneur ont été, malgré tout, décernées en présence de membres de la CDOSA (Confrérie des Dignitaires de l'Ordre de Saint-Aubain). La CDOSA ayant pour but de promouvoir et perpétuer, à l'échelle nationale, le folklore calotin namurois.  
Le Conseil Inter Régionales est présidé par un étudiant de l'Université de Namur et il est garant du folklore calottin sur le campus namurois. Celui-ci se doit de promouvoir le folklore selon les règles en vigueur.
Les calottes namuroises sont relativement semblables aux calottes néo-louvanistes, à quelques exceptions près. Première exception: le croisillon est rouge et noir, couleurs de la province de Namur, et non pas bleu et blanc (couleurs de l'Alma Mater) comme à l'UCLouvain. Deuxième exception, un pins de couronne est placé sur le croisillon namurois. Contrairement à l'idée reçue, ce pins ne vient pas de la création des Facultés par un arrêté royal, mais simplement d'un souhait de montrer son attachement au Royaume de Belgique. Troisième exception: les étoiles namuroises ont six branches, alors que les néo-louvanistes n'en ont que cinq. Quatrième exception, les générations de calotte se comptent à partir de 1982 et pas à partir de 1895 comme à Louvain-la-Neuve. Enfin, les pins correspondant aux postes de comitards de régionales se placent au-dessus des étoiles tandis que les postes de comitards de cercles se placent en dessous. 
Le calot namurois est lie de vin par imitation de Louvain-la-Neuve, couleur originale du calot de la toque des zouaves pontificaux, de laquelle est inspirée la calotte.
Le croisillon namurois aurait dû être jaune et noir, couleurs de la ville de Namur, mais les étudiants namurois se sont trompés en 1982 et ont pris les couleurs provinciales. Ils les ont par la suite gardées. À une époque, la Maison de la Casquette (qui confectionne les calottes) avait rectifié cette erreur et faisait des calottes namuroises avec un croisillon jaune et noir; les étudiants namurois repassaient alors la bande jaune au marqueur rouge. Cette erreur a impliqué que, lors de sa fondation, la régionale Namuroise n'a pas pu prendre le rouge et le noir comme couleurs et a dû prendre le jaune et le noir, couleurs de la ville de Namur, alors qu'elle compte en son sein des étudiants de toute la province.
À de rares exceptions près, les pins ont la même signification qu'à Louvain-la-Neuve. Par exemple, un pins d'abeille placé dans le flanc avant sénestre de la calotte, à côté du croisillon, signifie qu'on a affaire à un président de cercle ou de régionale et non pas à quelqu'un qui a rendu un service à sa corporation étudiante.

#### À l'Université Saint-Louis Bruxelles
À l'Université Saint-Louis Bruxelles (USL-B), les calottes se passent au sein du cercle unique et interfacultaire de cette université: le Cercle Saint-Louis.
Le croisillon de Saint-Louis (tout comme celui de l'ICHEC, fondé par des membres de l'université Saint-Louis) est rouge et vert, couleurs de la ville de Bruxelles.
Les étoiles de Saint-Louis ont six branches, comme celles de Namur.
Le calot des calottes de Saint-Louis est lie de vin, comme celui de Namur, de Louvain-la-Neuve et de Louvain-en-Woluwé.
Sur le flanc avant sénestre de leur calotte, les calottins de Saint-Louis mettent les lettres SL (Saint-Louis) ainsi que leur surnom de baptême. Le fait de mettre son surnom de baptême sur sa calotte se fait aussi à l'ICHEC mais pas à Namur, Louvain-la-Neuve ou Louvain-en-Woluwé.
À Saint-Louis, comme à Namur, on peut passer sa calotte en étant seulement en première année d'université. À Louvain-la-Neuve et Louvain-en-Woluwé, il faut attendre d'en être à sa deuxième année d'université (qui ne correspond pas nécessairement à la deuxième année du cursus...).

#### EnFlandre
La calotte est actuellement toujours portée en Flandre par les associations d’étudiants suivantes qui ont chacune des règles spécifiques quant au port des bandes et insignes facultaires et des autres insignes :
- L'Association Royale Générale des Étudiants Catholiques, dit la Gé Gantoise

- Le Koninklijke Mechelse Katholieke Studentenkring, dit le KMKS

- Le Koninklijke Oost- en Westvlaamsche Kring, connue sous le nom de "la Vla-Vla"

### Bandes et insignes non-universitaires

#### IAD
La création de la bande de l'IAD date de la première corona d'un étudiant de l'IAD en 2009 à Louvain la Neuve. Puisque que aucune bande n'était affectée a son école, on l'autorisa à la choisir lui même. L'étudiant choisi de découper un bout du caleçon qu'il portait ce jour-là, celui ci était à carreaux blancs et noirs.

### Insignes des calottes néo-louvanistes
Tout autour de la calotte (sur la couronne) se trouvent une série d'insignes. Ceux-ci, placés par le porteur ou décerné au porteur, ont chacun une signification particulière (par exemple, une chauve-souris signifiant "nuit blanche pour motif estudiantin"). La plupart de ces insignes et de leur signification sont empruntés au code de la Faluche, couvre chef des étudiants français.

#### Étoiles
Des insignes très particuliers et remarquables au premier coup d'œil sur une calotte sont les étoiles. Situées à l'avant droit (pour le porteur) de la calotte, les étoiles sont de trois couleurs : soit d'or, soit d'argent soit rouges. Elles retracent le parcours de l'étudiant. Une étoile dorée correspond à une première inscription à une année d'étude. Attention, il ne peut y en avoir qu'une seule par an. Certains étudiants avaient en effet la pratique de s'inscrire à plusieurs études successivement sur une année et de disposer plusieurs étoiles dorées à la suite les unes des autres. Seuls les étudiants faisant plusieurs études simultanément ont le droit de porter plusieurs étoiles pour une année. Elles sont alors placées les unes au-dessus des autres. Sinon, en règle générale, on dira plutôt qu'une étoile correspond à un minerval payé. Lors d'une seconde inscription à la même année que la précédente (lorsqu'on recommence un an par exemple), l'étoile est argentée. Au cas où l'étudiant change d'études, alors son inscription étant une première dans ce type d'études, l'étoile sera dorée. Mais pour ne pas les confondre avec une étoile dorée suivant une autre étoile et signifiant alors une première inscription dans une autre année du même type d'études, on place sous cette étoile un morceau de bande facultaire correspondant aux nouvelles études. Le dernier cas est l'étoile rouge, mise seulement en première position, elle signifie une année d'étude supérieure à l'étranger. Quand l'étudiant obtient le diplôme final, il place une palme dorée derrière sa dernière étoile. En bref, pour un parcours sans embûche dans un type d'étude, on trouvera sur sa calotte une rangée d'étoile dorée suivie d'une palme. Les étoiles se placent chronologiquement en partant de l'avant droit et en allant vers l'arrière.

#### Lettres
À l'avant gauche (toujours pour le porteur) de la calotte se trouvent des inscriptions. Tout d'abord, sur le dessus, le nom de l'université ou école où l'étudiant est inscrit : UCL, FNDP (le U des FUNDP n'est pas présent sur la calotte car toutes les facultés sont universitaires), etc. Cela ne correspond donc pas au site de passage de la calotte, mais bien à l'inscription aux études du porteur (exemple couramment rencontré à Louvain-la-Neuve où cohabitent université et écoles, un étudiant de l'école normale ne pourra pas apposer les lettres 'UCL' sur son couvre-chef à moins d'avoir été inscrit au moins une fois à l'UCLouvain). En dessous, l'étudiant place les lettres correspondant à l'autorité lui ayant décerné la calotte (par exemple, CI pour Cercle Industriel à Louvain-la-Neuve, ou 'LUX' pour la régionale des étudiants de la province de Luxembourg 'La LUX'). En rapport avec les lettres du cercle ou de la régionale, se trouve à l'arrière de la calotte, un nombre décrivant l'année durant laquelle la calotte fut passée. Ces années sont comptées en années civiles et par rapport à l'année de création de la calotte en 1895 (donc '109' pour un passage de calotte en 2004 par exemple). Il est une coutume assez récente (encore interdite à certains endroits tels que Namur) de pouvoir passer "Ses lettres". Il s'agit de repasser les épreuves pour être calotté dans un autre cercle ou régionale. Les nouvelles lettres ainsi acquises se placeront sous les autres (ou à côté).

#### Insignes des régionales
Un certain nombre d'insignes désigne une régionale. Placé près du croisillon, l'insigne signifie que le calotté est originaire de la région désignée. Placé ailleurs, l'insigne signifie l'amitié que le calotté entretien avec la régionale.

#### Autres insignes
Enfin, le reste de la couronne comporte les insignes officiels, reçus ou décernés. Une partie de la couronne (généralement arrière gauche pour le porteur) est désignée "partie personnelle", dans laquelle l'étudiant placera des pin's, insignes, etc. offert par d'autres étudiants et à caractère plus personnel (par exemple, un pin's d'Orval offert par un Gaumais, etc.). Certains insignes décrivent une fonction que l'étudiant avait dans un comité durant une année. Ces insignes se placent au-dessus de l'étoile correspondant à l'année de fonction. D'autres insignes décernés, plus particuliers se portent dans "le jardin secret" (à l'intérieur de la calotte).
Voici un tableau reprenant presque tous les insignes et leur signification (la signification des insignes et couleurs provient en grande partie du Code de la Faluche, auquel s'est ajouté le folklore estudiantin propre à nos régions). La plupart des insignes sont décernés. Les autres (fonctions, "amour de"…) peuvent être placés directement par le calotté.

## La Banane Radieuse: cas particulier
Lorsque l'impétrant a vécu au moins 5 années en Afrique et/ou y est né, il a la possibilité de passer une calotte nommée "Banane Radieuse". Cette calotte est en tous points identiques à une calotte normale sauf pour la couronne, qui est en fourrure de léopard. Le passage de cette calotte particulière se fait obligatoirement en présence d'un autre calotté banane radieuse (il n'est cependant pas requis que le parrain soit calotté banane radieuse). Les bières de l'impétrant seront agrémentées de Pisang .Il convient également que l'impétrant apporte des cacahuètes (et éventuellement des bananes) à sa corona.
- Un impétrant désireux de passer une banane radieuse mais n'en remplissant pas les conditions d'obtention peut introduire une demande de dérogation (officielle et argumentée) de ces dernières au comité de l'Ordre très rigide de la Banane Radieuse (OBR)

## La calotte dans l'Art
Depuis toujours, que ce soit dans l'illustration de chansonniers tels que le Petit Bitu, ou dans les affiches, les faux trailers de films, nous voyons foisonner la calotte.
Depuis 2009, l'artiste Commandant Roswell travaille sur le sujet des traditions étudiantes.
La calotte n'est pas oubliée dans ses œuvres. En 2002, par l'écriture et l'illustration du Syllabus de Guindaille, puis en 2008 et en 2009 par les expositions monographiques que lui accorda la régionale La Mouscronnoise de Louvain-la-Neuve.

### Autres couvre-chefs estudiantins dans le monde
- En Belgique : La Penne et la Casquette luxembourgeoise (pour les étudiants provenant du Grand-Duché de Luxembourg)
- En France : La Faluche et le Khâlot
- En Italie : La Goliardia ou Feluca
- En Suisse : La Stella